# Юрий Мстиславич
Юрий Мстиславич (XIII век) — князь псковский из династии Рюриковичей с 1232 года, сын Мстислава Мстиславича Удатного.

## Биография
В источниках содержится только одно надёжное упоминание о Юрии. Новгородская I летопись сообщает, что в 1232 году новгородский князь Ярослав Всеволодович, примирившись с псковичами, посадил своего шурина Гюргя, Юрия (отчество не указано) князем во Пскове. Исходя из того, что Ярослав был женат на Феодосии Мстиславне, большинство исследователей считает Юрия сыном Мстислава Мстиславича Удатного, княжившего в Новгороде и Галиче и умершего в 1228 году, от брака с Марией (дочерью половецкого хана Котяна). Юрий мог быть в числе шуринов Данилы Романовича Галицкого (ещё одного зятя Мстислава), которым он передал Торческ в 1231 году.
По альтернативной версии, у Ярослава была ещё одна жена, Феодосия Рязанская, и в этом случае шурин Ярослава — Юрий Ингваревич, впоследствии князь рязанский, погибший в бою с монголами в 1237 году. Польский исследователь Д. Домбровский полагает, что мнение о существовании князя Юрия Мстиславича «основывается на бесспорном недоразумении», хотя отвергнуть его «со стопроцентной уверенностью» всё же нельзя.